# Jackals (manga)
Jackals (ジャッカル?) è un manga scritto da Shinya Murata e illustrato da Kim Byung Jin. È stato pubblicato per la prima volta dall'editore Square Enix in Giappone per un totale di sette volumi. In Italia i diritti sono stati acquisiti dall'editore J-Pop, che ha pubblicato i sette volumi dal 3 aprile 2008 al 20 settembre 2009.
La storia è ambientata a Cicero City, città dominata dalla malavita organizzata, dove delle bande di criminali lottano fra di loro. Per farlo però assumono mercenari specializzati nell'uccidere, assassini professionisti chiamati Jackals, uomini che farebbero di tutto per denaro. La storia può essere considerata un seinen, per la violenza presente in alcune immagini.

## Trama
Ci troviamo in una città nascente della Gran Bretagna del XIX secolo. Questa città è molto caotica e disordinata e l'amministrazione e la pubblica sicurezza sono molto più spesso corrotti, affinché chiudano un occhio su tutto ciò che succede nella città. Casi di prostituzione minorile, rapimenti, furti e omicidi stanno diventando sempre più normali. In più il centrò della città si sta trasformando sempre più velocemente in un campo di battaglia per i due gruppi che comandano le due parti della città, ovvero i "Gabriella" che amministrano la zona settentrionale con a capo del gruppo il sindaco di nome Martin Salieri, mentre la zona sud è comandata dai "Tennoren". Questi due gruppi assoldano delle persone che vengono chiamate dalla gente con paura e disprezzo Jackals. Persone che per soldi uccidono chiunque con maestria e abilità, però fra questi c'è un giovane Jackal di nome Nicol, L'alligatore che ostacola le azioni dei due gruppi gangster e che sta diventando sempre più un bersaglio da eliminare.

## Personaggi
Nicol D. Hayward
Detto Nicol, L'Alligatore è il protagonista del manga, è un jackal che deve il suo nome alla sua arma l'"Alligatore" appartenuta alla madre di Nicol: Roxy, La Morte. È dotato di una forza immane tanto da riuscire a fare più di 100 sollevamenti sull'indice impugnando la sua arma pesante oltre  40 kg, e porta sempre un giubbotto antiproiettile  di circa 5 kg, ha una resistenza fisica straordinaria e considera la sua posizione di Jackal come unica possibilità di vivere libero in una società corrotta dal crimine.
Ha 20 anni ed è alto 1,80 m, ha i capelli bianchi e la carnagione scura, era molto legato alla madre, della quale sovente cita gli insegnamenti ricevuti.